# Шпигунка (телесеріал)
Шпигунка (англ. Alias) — американський екшн-трилер і науково-фантастичний телесеріал, створений Джей Джей Абрамсом, який транслювався на ABC протягом п'яти сезонів з 30 вересня 2001 року по 22 травня 2006 року. Дженніфер Гарнер зіграла головну роль Сідні Брістов, подвійного агента Центрального розвідувального управління, яка видає себе за оперативника SD-6, всесвітньої злочинної та шпигунської організації. До складу головного касту протягом усіх сезонів також увійшли Майкл Вартан у ролі Майкла Вона, Рон Ріфкін у ролі Арвіна Слоуна та Віктор Ґарбер у ролі Джека Брістов.
Перші два сезони «Шпигунки» в основному досліджують те, як Сідні вимушена приховувати свою справжню кар’єру від друзів та сім’ї, також вона бере на себе кілька місій, які мають на меті знищити SD-6 за допомогою ЦРУ. Наступні сезони розкривають кілька нових персонажів та заплутаних сюжетних ліній, з постійним фокусом на пошуку та вилученні артефактів, які створив Майло Рамбальді, вигаданою фігурою епохи Відродження, чий образ надихався Леонардо да Вінчі та Нострадамусом.
Шпигунка була добре сприйнята серед критиків і потрапила до кількох «топів», включаючи десятку найкращих телевізійних програм Американського інституту кіно у 2003 році. Серіал також отримав численні нагороди та номінації. Шпигунка вважається частиною хвилі тих телевізійних серіалів кінця 1990-х і початку 2000-х, у яких виступають сильні жіночі персонажі, як-то Баффі — переможниця вампірів, Ксена: принцеса-воїн, Таємний агент Нікіта та Темний ангел.

## Сюжет

### Сезон 1 (2001-2002)
За сім років до першого епізоду Сідні Брістов була студентом-бакалавром. До неї звернувся дехто, хто стверджував, що працює на ЦРУ, і запропонував їй роботу спецагента. Погодившись на пропозицію, вона була призначена до підрозділу під назвою SD-6, який, як їй сказали, є секретним відділом «Таємних операцій» ЦРУ. Вона стала польовим агентом. У пілотній програмі вона розповідає своєму нареченому Денні Гекту (якого грає Едвард Аттертон), що вона шпигунка, і в результаті того, що вона розкрила існування SD-6 сторонньому, вони вбили Денні. Вона дізнається, що її батько Джек Брістов також є агентом SD-6 і що SD-6 не є частиною ЦРУ; натомість вони є частиною Альянсу Дванадцяти, організації, яка є ворогом Сполучених Штатів. Сідні вирішує запропонувати свої послуги справжньому ЦРУ як подвійний агент. Дізнавшись, що її батько також є подвійним агентом ЦРУ, вона починає довгу і важку справу знищення SD-6 зсередини.
Основні сюжетні лінії першого сезону включають приховування Сідні своєї потрійної особистості від друзів що в особистому житті, то і на роботі в SD-6, а також розслідування Вілла Тіппіна про смерть Денні та минулу діяльність матері Сідні. Підсюжети включають дружбу Сідні з Френсі, романтичні стосунки Френсі з Чарлі, а також розвиток відносин Сідні з її керівником ЦРУ Майклом Воном, до якого вона спочатку ставиться скептично, але починає довіряти, оскільки її життя стає все напруженішим. Перший сезон зосереджується на розвитку персонажа Сідні та дозволяє глядачам познайомитися з нею.

### Сезон 2 (2002-2003)
Другий сезон починається з представлення Ірини Деревко, матері Сідні, яка незабаром стає ключовою героїнею серіалу. У середині другого сезону серіал зазнав свого роду «перезавантаження», коли Сідні успішно знищила SD-6 і стала постійним агентом ЦРУ, все ще переслідуючи колишнього лідера SD-6 Арвіна Слоуна, його соратника Джуліана Сарка та шукаючи загублені артефакти Рамбальді. Друзі Сідні в SD-6, Маркус Діксон і Маршалл Флінкман, нарешті дізналися про її подвійну діяльність і завербували в ЦРУ. Сідні також починає роман з Воном, тепер, коли їхні стосунки не несуть для них загрози.
У другій половині сезону з’ясовується, що Френсі Кальфо, найкращу подругу Сідні, було вбито, а замість неї прийшла Еллісон Дорен, жінка, яка змінила зовнішність, щоб виглядати точно так само, як Френсі. Тоді Еллісон змогла шпигувати за Сідні і Віллом. В кінці сезону Вілла, можливо, вбили, а Сідні вбила Еллісон, а потім впала без свідомості. Сідні прокидається через два роки в Гонконзі, не в змозі згадати два роки, що минули. Незабаром вона дізнається, що її друзі та ЦРУ вважали її мертвою, і Вон знайшов нове кохання і тепер одружений.

### Сезон 3 (2003-2004)
Дія третього сезону розгортається через два роки після подій другого сезону, і Сідні зникає безвісти і вважається мертвою. Аналіз ДНК у сильно обпаленому тілі підтвердили її смерть. Правда, однак, полягає в тому, що Сідні була викрадена терористичною організацією під назвою Ковенант, яка намагалася промити їй мізки, щоб вона повірила, ніби вона вбивця на ім’я Джулія Торн. Зрештою Сідні добровільно стерла спогади про два роки, намагаючись забути деякі вчинки, які вона змушена була зробити як Джулія, і гарантувати, що один з найнебезпечніших артефактів Рамбальді ніколи не буде знайдений.
Коли Сідні одужує, вона починає розслідування своєї відсутності під час реінтеграції в ЦРУ. Там вона дізнається, що Арвін Слоун після помилування став всесвітньо відомим гуманітарним діячем, і що Майкл Вон одружився з агентом NSC Лорен Рід. Пізніше з'ясовується, що Рід є членом Ковенанту і коханкою Джуліана Сарка. Рада національної безпеки США відіграє роль урядової організації, що володіє величезною неконтрольованою владою, із в'язницею, схожою на Гуантанамо, значним впливом на ЦРУ та керованою сумнівними мотивами. Пізніше Сідні дізнається, що її мати та Арвін Слоун мали спільну дитину, що сталася в результаті роману за два роки до народження Сідні. Вона знаходить свою зведену сестру Надю і рятує її від вбивства Ковенантом. В кінці сезону Сідні вирушає на місію і зустрічається з Лорен. Після їхньої битви Лорен починає насміхатися над Сідні, кажучи, що у неї є інформація про її минуле. Коли з’являється Вон, Сідні йде до нього, залишаючи Лорен шанс знову атакувати. Вон стріляє в Лорен, і вона вмирає, але перед цим вона дає Сідні номер сейфа, де вона може знайти інформацію про своє минуле.

### Сезон 4 (2005)
Четвертий сезон починається там, де закінчився третій: Сідні відкриває шокуючий секретний документ під назвою «Проєкт SAB 47». Пояснюється, що документ уповноважує Джека Брістов стратити матір Сідні, яка таємничим чином уклала контракт на життя Сідні (це, мабуть, було щось на кшталт реткону, щоб прикрити актрису Лену Олін, яка могла не повернутися до серіалу). На першій сторінці Сідні згадується як «активний» суб’єкт «проєкту», який розпочався 17 квітня 1975 року, можливе посилання на Проєкт Різдва, а також встановлення Джека як справжнього керівника (або якимось чином причетного до) Ковенанту та/або нащадка Рамбальді чи навіть самого Рамбальді. Сідні приєднується до підрозділу таємних операцій ЦРУ, яка створена за подобою SD-6 і управляє нею заклятий ворог Сідні Арвін Слоан. Новий підрозділ отримав назву «APO»: тільки уповноважений персонал. Члени APO (всі відібрані Слоаном) включають майже всіх персонажів попередніх сезонів, серед яких Джек, Вон, колишній напарник Сідні (і директор ЦРУ у третьому сезоні) Маркус Діксон, комп'ютерний геній Маршалл Флінкман, і найкращий друг Вона Ерік Вайс (привезений після того, як Сідні і Вону довелося рятувати його). Дочка Слоан і зведена сестра Сідні Надя Сантос також зрештою повертається, щоб приєднатися до APO.
Протягом сезону самозванець, що видає себе за Арвіна Слоуна (якого жартома називають «клоном Арвіна»), придбав технологію для реалізації передбачуваного Рамбальді апокаліпсису. Використовуючи Омніфам, справжній Слоун забруднював питну воду світу хімічними речовинами, які викликали відчуття миру та спокою. Однак ці відчуття можна змінити за допомогою пристрою Мюллера. Третя сестра Деревко, Олена, побудувала гігантський пристрій Мюллера в російському Совогді, що довело жителів до божевілля. Сідні, Джек, Ірина, Надя і Вон спускаються з парашутом, знищують пристрій і вбивають Олену. Але Наді вводять зіпсовану воду і зводять з розуму. Вона бореться з Сідні, поки Слоан не змушений застрелити власну дочку. Пізніше Надю вводять у кому, поки шукають ліки, а Ірині дозволяють втекти. Сезон завершується заручинами Сідні та Вона. Під час подорожі до Санта-Барбари Вон розкриває шокуючу таємницю: насправді його звуть не Майкл Вон; їхня перша зустріч не була випадковою; і що його вірність може бути не ЦРУ. Перш ніж він зможе розкрити більше інформації, в них врізається інша машина, і сезон закінчується.

### Сезон 5 (2005-2006)
Коли починається п’ятий сезон, Вона викрадають. Сідні дізнається, що Вона підозрюють у тому, що він подвійний агент, і що аварія могла бути прикриттям для його вилучення. Пізніше Вон втікає і пояснює Сідні, що його справжнє ім'я Андре Мішо. Він розкриває, що розслідує секретну операцію, відому як «Пророк П’ять», в якій в якийсь момент брав участь його батько. Під час місії з відновлення книги «Пророка П'ять» Сідні отримує телефонний дзвінок від свого лікаря з несвоєчасною новиною – вона вагітна (ця ідея була втілена у зв'язку з вагітністю актриси в реальному житті). Пізніше Вона застрелили та, мабуть, убили за наказом оперативника Пророка П'ять Гордона Діна. Чотири місяці по тому, коли Сідні продовжує розслідування вбивства Вона, вона працює з його вбивцею і помічницею, Рене Рієн, щоб розкопати внутрішню роботу Пророка П'ять, водночас слідкуючи за Діном і його злочинною організацією «The Shed», замасковану під підрозділ ЦРУ, дуже схожий на SD-6.
До APO приєднуються двоє нових членів, щоб замінити Вайса, який переїхав до Вашингтона, округ Колумбія, щоб отримати нову роботу, і Надю, яка все ще перебуває в комі. Томас Грейс — зухвалий молодий агент з нестандартними методами, який часто стикається з Сідні. Рейчел Гібсон — фахівець з комп’ютерів, яка, як і Сідні, була обдурена, подумавши, що вона працює на справжнє ЦРУ і недовго працює кротом у The Shed, як і Сідні в SD-6 до того, як The Shed знищив Діна. Мама і тато Сідні допомагають їй народити дівчинку під час нападу на багатоповерхівку у Ванкувері, Канада, на місії в сезоні 5, епізод 11: «Материнський інстинкт». Паралельно Арвін Слоун слідкує за власною одержимістю і шукає ліки для Наді. Слоан ув'язнений за свої дії в 4 сезоні; однак, його звільняють після того, як Дін маніпулює комітетом з вироків. В обмін на свободу Слоан зараз працює на Діна як крот в APO. Не знаючи про нову прихильність Слоуна, Джек погоджується дозволити Слоану знову приєднатися до APO і використовувати його ресурси, щоб шукати ліки для своєї дочки.
Після закінчення серіалу виявляється, що кінцевою метою Слоана є безсмертя, заради якого він жертвує життям своєї дочки Наді. Однак він потрапив у гробницю Рамбальді важко пораненим через Джека — той жертвує собою і підриває бомбу, щоб помститися за весь біль, який Слоан завдав Сідні протягом багатьох років. Таким чином, за мить після того, як Слоан досягає безсмертя, він на всю вічність потрапляє в печеру, де навіть привид Наді покидає його. Сідні відстежує Сарка і Горизонт до Гонконгу, знаходячи Ірину. Після останньої битви між ними Ірина помирає. Серіал закінчується переміщенням на кілька років у майбутнє. Сідні та Вон одружені та у відставці, у них друга дитина, яку назвали Джеком на честь батька Сідні. Донька Ізабель демонструє таку ж здатність до проходження тесту ЦРУ, який свідчив про вроджені навички Сідні бути ідеальним агентом у цьому віці. Після того, як Ізабель розгадує загадку, Сідні дзвонить їй, запитуючи, що вона робить. Вона відповідає «Нічого», випадково скидає його, перш ніж вибігти на вулицю, щоб приєднатися до всіх.

## Актори та персонажі

### Головний акторський склад
| Актор            | Персонаж                    | Сезон      | Сезон      | Сезон             | Сезон             | Сезон             |
| Актор            | Персонаж                    | 1          | 2          | 3                 | 4                 | 5                 |
| ---------------- | --------------------------- | ---------- | ---------- | ----------------- | ----------------- | ----------------- |
| Дженніфер Гарнер | Сідні Брістов               | Головний   | Головний   | Головний          | Головний          | Головний          |
| Рон Ріфкін       | Арвін Слоан                 | Головний   | Головний   | Головний          | Головний          | Головний          |
| Майкл Вартан     | Майкл Вон                   | Головний   | Головний   | Головний          | Головний          | Головний          |
| Бредлі Купер     | Вілл Тіппін                 | Головний   | Головний   | Спеціальний гість |                   | Спеціальний гість |
| Меррін Дунґі     | Френсі Кальф / Елісон Дорен | Головний   | Головний   | Регулярний        |                   | Спеціальний гість |
| Карл Ламблі      | Маркус Діксон               | Головний   | Головний   | Головний          | Головний          | Головний          |
| Кевін Вайзман    | Маршалл Флінкман            | Головний   | Головний   | Головний          | Головний          | Головний          |
| Віктор Ґарбер    | Джек Брістов                | Головний   | Головний   | Головний          | Головний          | Головний          |
| Девід Андерс     | Джуліан Сарк                | Регулярний | Головний   | Головний          | Спеціальний гість | Регулярний        |
| Лега Олін        | Ірина Деревко               | (Stand-in) | Головний   |                   | Спеціальний гість | Регулярний        |
| Грег Грюнберг    | Ерік Вайс                   | Регулярний | Регулярний | Головний          | Головний          | Регулярний        |
| Мелісса Джордж   | Лорен Рід                   |            |            | Головний          | Спеціальний гість |                   |
| Міа Маестро      | Надя Сантос                 |            |            | Регулярний        | Головний          | Регулярний        |
| Рейчел Ніколс    | Рейчел Гібсон               |            |            |                   |                   | Головний          |
| Бальтазар Гетті  | Томас Грейс                 |            |            |                   |                   | Головний          |
| Елоді Буше       | Рене Рієн                   |            |            |                   |                   | Головний          |
| Емі Екер         | Келлі Пейтон                |            |            |                   |                   | Головний          |

1. ↑  Вартан був відмічений у головному акторському складі на прем'єрі 5 сезону, а потім як спеціальна запрошена зірка в його наступних появах у сезоні.

Акторський склад Шпигунки представляв різних людей у житті Сідні. Протягом серіалу кожен герой в тій чи іншій формі втягується в світ шпигунства.
- Сідні Брістов (Дженніфер Гарнер) — дочка Джека Брістов та Ірини Деревко, аспірантка англійської мови в Лос-Анджелесі. Вона працює оперативником для SD-6, який, як вона спочатку вважала, був підрозділом секретних операцій ЦРУ. Її наречений був убитий у пілотному епізоді, а потім вона дізналася, що SD-6 насправді є філією міжнародної злочинної організації, відомої як Альянс дванадцяти. Потім вона стає подвійним агентом справжнього ЦРУ. Пізніше вона вступає до APO, підрозділу таємних операцій ЦРУ. Сідней має 41 підтверджене вбивство.
- Арвін Слоан (Рон Ріфкін[en]) — голова SD-6 і APO, головний антагоніст шоу. Спочатку він був звичайним офіцером ЦРУ, одержимим роботою генія XV століття Майло Рамбальді. Хоча іноді виявляє щиру прихильність до родини Брістов, він завжди готовий заподіяти їм біль і навіть убити, і вони відповідають взаємністю.
- Майкл Вон (Майкл Вартан) — керівник Сідні у ЦРУ, пізніше - її напарник. Його і Сідні об’єднує взаємне тяжіння, яке в кінцевому підсумку призводить до відносин. Наприкінці 4 сезону з'ясовується, що він зустрів Сідні не випадково. Попри те, що в 5 сезоні він вийшов зі складу головних акторів, персонаж Вартана з'явився у першому епізоді, а також взяв участь у зніманні другої частини сезону.
- Вілл Тіппін (Бредлі Купер) — репортер місцевої газети, один із двох найкращих друзів Сідні. Після смерті нареченого Сідні Вілл починає власне розслідування і врешті дізнається про існування SD-6. Відкриття загрожує його життю, але пізніше його вербують як аналітика ЦРУ. На початку третього сезону він перебуває під програмою захисту свідків. Персонаж час від часу з'являється у наступних сезонах.
- Френсі Кальф (Меррін Дунґі[en]) — інший кращий друг Сідні. На початку першого сезону - сусідка Сідні по кімнаті та однокурсниця. У 2 сезоні вона кидає програму аспірантури і відкриває ресторан у районі Сільвер-Лейк в Лос-Анджелесі. Вона майже не знає про шпигунський світ до середини другого сезону, коли її вбивають, а її особистість викрадає двійник. Вона (і її двійник) зустрічалися з Віллом протягом другого сезону.
- Маркус Діксон (Карл Ламблі[en]) — партнер і друг Сідні в SD-6. Він перший, хто помітив ознаки зради Сідні, але відкидає ці думки. Протягом дворічної перерви між другим і третім сезонами він став директором ЦРУ. Однак пізніше він йде у відставку, оскільки вважає, що офісна робота просто не для нього. Пізніше Діксон приєднується до APO.
- Маршалл Флінкман (Кевін Вайзман[en]) — працює у техпідтримці в SD-6. Він займає ту ж посаду в ЦРУ і в APO. Попри те, що він не пройшов польову підготовку, він кілька разів брав участь у місіях.
- Джек Брістов (Віктор Ґарбер) — батько Сідні, також працює на SD-6, але насправді є подвійним агентом ЦРУ. У 1 сезоні його стосунки з Сідні напружені. Він був спустошений «смертю» її матері і абстрагувався від Сідні до кінця її дитинства. Як агент ЦРУ, він надзвичайно безжальний і вправний, про що свідчить його позивний ЦРУ Raptor (Хижий птах). Після того, як Слоан покинув посаду, Джек обійняв посаду голови APO.
- Ерік Вайс (Грег Грюнберг[en]) — друг Вона, а також агент ЦРУ. Пізніше він налагоджує стосунки з сестрою Сідні Надією. По відношенню до своїх надважливих колег він зберігає людянішу і ніжнішу поведінку.
- Джуліан Сарк (Девід Андерс) — спочатку представлений як оперативник, який працює на матір Сідні, але пізніше виявляється, що він є антагоністом. У третьому сезоні він стає співучасником злочину дружини Вона, Лорен, і врешті-решт заводить з нею стосунки.
- Ірина Деревко (Лена Олін) — колишня російська шпигунка, а також мати Сідні. У 1970-х роках її відправили до Сполучених Штатів з метою спокусити і вийти заміж за Джека Брістов, щоб вкрасти у нього інформацію про проєкт, над яким він працював. Вона також вбила кількох офіцерів ЦРУ, включаючи батька Вона.
- Лорен Рід (Мелісса Джордж) — співробітник NSC в ЦРУ і виходить заміж за Вона під час дворічної перерви між другим і третім сезонами. Пізніше виявляється, що вона була «кротом», надісланим Ковенантом, щоб стежити за Воном, якщо Сідні зв'яжеться з ним, а також щоб вкрасти важливу інформацію з ЦРУ.
- Надя Сантос (Міа Маестро[en]) — зведена сестра Сідні, дочка Ірини Деревко та Арвіна Слоана. Представлена наприкінці третього сезону, вона є «Пасажиром», людиною, яка забезпечує прямий зв'язок із Рамбальді. До роботи в ЦРУ вона працювала в аргентинській розвідці.
- Рейчел Гібсон (Рейчел Ніколс) — комп’ютерний геній, представлена на початку п’ятого сезону як оперативник, яка працює на організацію The Shed, що видає себе за ЦРУ. Не знаючи про це, вона опосередковано допомагає вбити Майкла Вона. Після того, як їй розкрито правду, вона приєднується до ЦРУ, щоб знищити організацію, яка їй брехала, як і Сідні.
- Томас Грейс (Бальтазар Гетті[en]) — оперативник, якого найняв Джек, щоб приєднатися до APO після ймовірної смерті Майкла Вона. Кілька років тому його дружину застрелив вбивця, який насправді полював за Грейсом.
- Рене Рієн (Елоді Буше) — міжнародний терорист, знана як «Ворон», яка роками працювала з Воном, щоб розкрити угрупування, відому як Пророк П'ять. Після того, як Пророк вбиває Вона, вона вступає в союз із Сідні, щоб знищити це угрупування.
- Келлі Пейтон (Емі Акер) — подруга і колишня колега Рейчел. Вона працює на The Shed, а пізніше безпосередньо на Пророк П'ять. Вона є найбезжальнішим персонажем шоу на рівні з сестрами Деревко, а можливо і ще смертоносніша.

### Другорядний акторський склад
| Актор               | Персонаж                       | Сезон      | Сезон      | Сезон      | Сезон      | Сезон |
| Актор               | Персонаж                       | 1          | 2          | 3          | 4          | 5     |
| ------------------- | ------------------------------ | ---------- | ---------- | ---------- | ---------- | ----- |
| Ангус Скрімм        | Келвін Маккалоу                | Регулярний | Регулярний |            | Гість      |       |
| Рік Янг             | доктор Чжан Лі                 | Регулярний | Регулярний | Гість      |            |       |
| Еван Парк           | Чарлі Бернард                  | Регулярний |            |            |            |       |
| Сара Шахі           | Дженні                         | Регулярний |            |            |            |       |
| Джина Торрес        | Анна Еспіноза                  | Регулярний |            |            | Регулярний | Гість |
| Івонн Ферров        | Дайан Діксон                   | Регулярний | Регулярний |            |            |       |
| Джеймс Генді        | Директор ЦРУ Артур Девлін      | Регулярний | Регулярний |            |            | Гість |
| Джої Слотнік        | Стівен Галадкі                 | Регулярний |            |            |            |       |
| Патрісія Веттіг     | доктор Джуді Барнетт           | Регулярний | Регулярний | Регулярний |            |       |
| Емі Ірвінг          | Емілі Слоан                    | Регулярний | Регулярний |            | Гість      |       |
| Террі О'Квінн       | помічник директора ФБР Кендалл | Гість      | Регулярний | Гість      |            |       |
| Аманда Формен       | Керрі Бовмен                   |            | Гість      | Регулярний | Гість      | Гість |
| Курт Фуллер         | Директор NSC Роберт Ліндсі     |            |            | Регулярний |            |       |
| Ізабелла Росселліні | Катя Деревко                   |            |            | Регулярний | Регулярний |       |
| Анджела Бассетт     | CIA Director Hayden Chase      |            |            |            | Регулярний |       |
| Сонія Брага         | Єлена Деревко                  |            |            |            | Регулярний |       |

Крім того, у Шпигунці також було багато інших відомих акторів, починаючи від односерійних появ і закінчуючи напівповторними персонажами, зокрема Джонатан Бенкс у ролі Фредеріка Брендона, Раймонд Дж. Баррі в ролі сенатора Джорджа Ріда, Тобін Белл у ролі Карла Дрейєра, Пітер Берг у ролі Ноя Гікса, Девід Керрадін у ролі Конрада, Девід Кроненберг у ролі доктора Бреззеля, Фей Данавей у ролі Аріани Кейн, Гріффін Данн у ролі Леоніда Лізенкера, Вівіка Фокс у ролі Тоні Камінгс, Рікі Джервейс у ролі Деніела Райана, Джон Ганна у ролі Мартіна Шепарда, Рутгер Гауер в ролі Ентоні Гайгера, Ітан Гоук в ролі Джеймса Леннокса, Джимон Гонсу в ролі Казарі Бомані, Річард Льюїс в ролі Мітчелла Єгера, Пеггі Ліптон в ролі Олівії Рід, Роджер Мур в ролі Едварда Пула, Річард Раундтрі в ролі Томаса Бріла, Джейсон Сіґел у ролі Сема Хаузера, Крістіан Слейтер у ролі Ніла Каплана, Квентін Тарантіно в ролі Маккенаса Коула, Джастін Теру в ролі Саймона Уокера, Кеоне Янг в ролі професора Чоя та Денні Трехо в ролі Еміліо Варгаса.

## Виробництво та знімальна група
Виробництво серіалу, створеного Touchstone Television і Bad Robot Productions, переважно відбувалося в районі Лос-Анджелеса. Студійне знімання переважно відбувалося в Walt Disney Studios в Бербанку, Каліфорнія, разом із деяким зніманням на відкритому повітрі біля деяких відомих будівель студії (наприклад, оригінальний Animation Building або ABC будинок, який засвітився як будівля в Гонконгу в сезоні 1 епізод «Переворот»). Попри те, що події серіалу відбуваються у різних куточках світу, лише один епізод був знятий за межами регіону Лос-Анджелеса, у Лас-Вегасі, Невада.
- Джей Джей Абрамс – виконавчий продюсер
- Джон Айзендрат — виконавчий продюсер (1–3 сезони)
- Алекс Курцман — виконавчий продюсер (2–3 сезони)
- Роберто Орчі — виконавчий продюсер (2–3 сезони)
- Джеффрі Белл — виконавчий продюсер (4–5 сезони)
- Джефф Пінкнер — виконавчий продюсер (5 сезон)
- Джессі Александер — виконавчий продюсер (5 сезон)

## Головні теми
- Сім'я: Описуючи сімейні аспекти шоу, Гарнер заявив, що «Шпигунка» розповідає про «цю жінку та її батька, які намагаються з'ясувати, що завжди є складними стосунками в контексті життя і смерті на роботі»[7].
- Пророцтво: Значна частина «Шпигунки» обертається навколо пророцтв Майло Рамбальді. Глядач вперше знайомиться з пророцтвом про жінку, яка «найбільшу силу віддасть до повного спустошення»[8]. Пізніше, коли Слоан втілює частину пророцтва Рамбальді, він отримав власне пророче послання. Сюжет Рамбальді, здавалося, завершився після завершення гри Олени Деревко в кінці четвертого сезону, але п’ятий сезон представив свого власного «пророка» (також зацикленого на Рамбальді) у формі таємничої організації, відомої як Пророк П'ять, що в кінцевому підсумку стало посиланням на Рамбальді та заключну частину його фіналу, безсмертя, яке було створено в першому сезоні, хоча це було лише частиною його плану. Першою частиною був мир у всьому світі, який Олена Деревко перекрутила і спробувала втілити в 4 сезоні[8].
- Довіра і зрада: більша частина перших трьох сезонів серіалу була присвячена питанням довіри та зради. Найочевиднішою є зрада Сідні об'єднанням SD-6, якої починається шоу. Однак шоу включає численні інші приклади зради, включаючи зраду Іриною Джека, зраду Слоун Альянсу, зраду Сідні SD-6 і брехню Сідні своїм друзям. Перший сезон можна розглядати як історію про те, як Сідні навчилася довіряти своєму батькові, а другий сезон можна розглядати як Сідні, яка бореться з проблемами довіри до матері[8].
- Таємні операції: урядові установи, в яких працює Сідні, регулярно проводять таємні операції в різних країнах. Це, звісно, стосується і згаданих нелегальних угрупувань, з якими борються. Ці таємні операції стосуються пошуку артефактів Рамбальді, а також таких аспектів, як незаконна торгівля зброєю або шантаж. Для досягнення своїх цілей ЦРУ або APO, відповідно, арештовують злочинців з інших країн і доставляють їх до слідчих установ ЦРУ[8].

## Титри та лого
«Шпигунка» незвичайна для американського драматичного серіалу тим, що початкові титри не тривають до кінця першого акту, іноді вони з'являються навіть через 19 хвилин після початку епізоду. У деяких відношеннях це імітує фільми про Джеймса Бонда, в яких також є інколи тривалі кадри перед титрами. Залежно від вимог конкретного епізоду, послідовність титрів іноді відкидається, коли титри актора відтворюють сцену; в таких випадках назва серіалу не з’являється на екрані аж до фіналу.
Коли з’являються початкові титри, літери в «Шпигунці» блимають одна за одною в оберненому порядку. Практично в кожному епізоді назва міста чи містечка буде повільно збільшуватися, при цьому одна літера відображатиметься навпаки. Як це зазвичай буває з «S» у назві шоу на самому початку, ця літера врешті-решт займає весь екран і поступається місцем самій сцені.
У перших трьох сезонах використовувався мінімалістичний титровий ряд, який складався лише з імен акторів, які з’являлися, коли «Шпигунка» поступово формується в одному кутку чорного екрану. Для одного кадру в сезонах 1 і 3 під час роботи Віктора Гарбера символ «око» Рамбальді (<o>) блимає над назвою «Шпигунки», і це супроводжується коротким «свистом». У 2 сезоні це спалахує під час титра Лени Олін. У 5 сезоні це спалахує під час титрів Бальтазара Гетті.
Для четвертого сезону була представлена коротша, яскравіша послідовність титрів, яка використовувала нову Реміксовану версію теми. Коли з’явилися імена акторів, швидко з’являються 52 зображення Сідні в 47 різних маскуваннях, закінчуючи кадром з прем’єри третього сезону, коли вона стріляє з мініатюрного гранатомета.
Для п’ятого сезону було розроблено ще одну титрову серію, оскільки попередню версію критикували за те, що вона ускладнила читання імен акторів (оскільки в очі кидалось багато образів Дженніфер Гарнер) і за те, що вона зосередилася суто на Гарнер. Тепер коли з’являються імена, відповідних акторів вперше показують на екрані. Використовується той самий ремікс на музичну тему попереднього року. Крім того, миготіння літер, коли вказано ALIAS, насправді відбувається азбукою Морзе. Мигання перекладається як АГЕНТ КЕЙН (який був персонажем 2-го сезону, якого грала Фей Данавей). Протягом першої половини сезону Елоді Буше з’явилася у перших титрах, але, починаючи з епізоду «SOS», її титри було змінено на «особливу запрошену зірку» поза початковою сценою, а Емі Екер була додана до початкових титрів на місце Буше.
Більшість епізодів першого сезону включали пролог, оповіданий Сідні Брістов, що створює передумову серіалу. У першій половині другого сезону це було замінено озвучкою Грега Грюнберга (який грає агента Вайса), а пізніше в другому сезоні було повністю вилучено.

## Костюми, зачіски та перуки
Шоу було відоме величезним набором зачісок персонажів. Головний дизайнер зачісок Майкл Райтц був номінований на «Видатну зачіску для серіалу» на «Еммі» 5 років поспіль (2002–2006); а також 3 номінації та 1 перемога на нагороді Гільдії голлівудських візажистів і перукарів.
Помітні внески в команду перукаря включають:
- Карен Бартек (3 номінації на премію Еммі)
- Джулі Вудс (1 номінація на премію Еммі)
- Грейс Ернандес (1 номінація на премію Еммі)
- Кетрін Ріс (1 номінація на премію Еммі)
- Єсмін Осман (1 номінація на премію Еммі)

«Шпигунка» також відома різноманітністю своїх костюмів. USA Today писав, що шоу «показує найефектніший набір сексуальних костюмів відтоді, як Шер знялася з ефіру». Лаура Голдсміт була дизайнером костюмів і отримала одну номінацію на премію Гільдії художників з костюмів.

## Сприйняття

### Відгуки критиків
Нью-йоркське видання Time Out включило це шоу до 50 найкращих телешоу десятиліття 2000–2009 років. Шпигунка також з'явилася у списку UGO.com «Топ 50 телевізійних шоу всіх часів». 2010 року Крістін дос Сантос з E! поставила його на 4-е місце в своєму списку «20 найкращих серіалів за останні 20 років».

### Рейтинги телебачення
Сезонні рейтинги (на основі середньої кількості глядачів на серію) Шпигунки на ABC.
Примітка. Кожен телевізійний сезон у США починається наприкінці вересня і закінчується наприкінці травня, що збігається із завершенням травневих аналізів популярності телепрограм.
Хоча Шпигунка ніколи не вважався великим «хітом», серіал почався в той час, коли телевізійна мережа ABC була в занепаді, після того, як обвалилися рейтинги «Хто хоче стати мільйонером». Фактично, «Шпигунка» була одним із перших шоу, яке було розміщено в одному зі старих ефірних вікон «Хто хоче стати мільйонером» в неділю о 21:00 наприкінці 2001 року. Протягом перших двох сезонів сімейна програма «Чудовий світ Діснея» була головним конкурентом Шпигунки. На відміну від багатьох програм на каналі ABC з 2001 по 2003 рік, «Шпигунка» була серіалом, який викликав резонанс у критиків, створив культ послідовників та показав пристойну кількість переглядів у демографічній групі віком від 18 до 49 років, яка є дуже зручною для рекламодавців. Це призвело до того, що ABC транслювали шоу протягом 5 років.
Епізод «Phase One» другого сезону вийшов в ефір після Super Bowl XXXVII. Попри схвалення критиків від USA Today і високий рейтинг серіалу в 17,4 мільйона глядачів, він не зміг повністю скористатися інтервалом часу після Суперкубку через те, що ABC транслював 40-хвилинне шоу (незвично довге навіть за стандартами Суперкубку) після гри, що перенесло початок на 11:00 вечора. Цей епізод зберіг лише 19 відсотків аудиторії Суперкубку і має сумнівну відзнаку: він отримав найнижчу загальну оцінку програми, яка вийшла в ефір після Суперкубку принаймні з 1987 року, і найнижчий рейтинг (8,3) серед аудиторії у віці 18-49 років для програми після Суперкубку. Антирекорд побив серіал Елементарно аж у 2013 році.
Пік рейтингів був досягнутий у четвертому сезоні, коли ABC перенесла програму на середу на 9:00 вечора після іншої (але більш успішної) драми Джей Джей Абрамса «Загублені», і епізоди транслювалися протягом (майже) усіх тижнів поспіль, починаючи з 2-годинної прем’єри сезону 5 січня 2005 року (переглянули 15,8 мільйонів глядачів;  другий найпопулярніший епізод серіалу) і закінчуючи в травні 2005 року. Однак четвертий сезон був єдиним сезоном, у якому використовувався цей майже послідовний тижневий розклад, і збільшення кількості аудиторії було мінімальним, оскільки він зіткнувся з конкуренцією через трансляцію 4 сезону American Idol, що тоді наближався до піку своєї популярності.
Після найпопулярнішого сезону «Шпигунка» була перенесена на четвер о 8:00 вечора восени 2005 року, намагаючись оживити низьку активність на каналі в четвер увечері. Однак цей крок виявився невдалим для серіалу, що призвело до найменшої кількості глядачів за всю історію шоу. «Шпигунка» стала ще одним сценарним шоу в історії ABC, яке не протрималося більше року в цьому часовому інтервалі, оскільки Морк і Мінді було скасовано в 1982 році. У листопаді 2005 року ABC оголосила, що поточний п'ятий сезон «Шпигунки» стане останнім. Потім ABC тимчасово випустила «Шпигунку» в ефір по середах о 22:00 у грудні після трансляції Загублених, щоб зберегти цю частину авдиторії.
Мережа ABC дала шоу 4-місячну перерву (дозволивши Дженніфер Гарнер народити першу дитину); однак, коли його повернули в квітні 2006 року, його почали транслювати у новий час, щосереди о 8:00 вечора Попри це, кількість глядачів все ще залишалася похмурою. Кульмінацією став 2-годинний фінал серіалу, який вийшов в ефір у понеділок, 22 травня 2006 року (трансляція змагалась проти обох фіналів сезону хіт-драм, «24» на каналі Fox і  «C.S.I.: Місце злочину Маямі» на CBS), який привернув увагу 6,68 мільйона глядачів. Для порівняння, перший сезон у середньому набрав 9,7 мільйона глядачів.

## Культурний вплив
У серпні 2003 року справжнє ЦРУ залучило Дженніфер Гарнер знятися у відеоролику для залучення, яке демонструвалося на ярмарках і в університетських містечках. Офіцер ЦРУ сказав: «Дженніфер і персонаж Сідні Брістов відображають багато якостей, які ми шукаємо у нових офіцерів».
Команда розробки Шпигунки брала участь у принаймні двох пародіях, заснованих на серіалі та за участю касту.
- Перший був знятий у 2002 році для ABC Monday Night Football, в якій Слоун (Рон Ріфкін) наказує Сідні (Дженніфер Гарнер) проникнути в роздягальню команди НФЛ «Вашингтон Редскінз», щоб викрасти довідник тренера. Сід переодягається під чирлідершу і відволікає групу шанувальників Редскінс «Hogettes» келихом пива, перш ніж вкрасти книгу. Повернувшись до штаб-квартири SD-6, вона з жахом виявила Слоан у масці свині. Оголошено, що цей скетч включений до бокс-сету DVD сезону 2, але в останню хвилину його зняли зі знімального майданчика, імовірно, через авторські права. Інший спеціально відзнятий сегмент MNF за участю Гарнера був включений до набору DVD 3 сезону, але, строго кажучи, це не було пародією.
- Ще один «епізод» Шпигунки був знятий для телевізійного випуску 2003 року, присвяченого 50-річчю ABC. Скетч із більшістю акторів серіалу почався з того, що Джек Брістов готував Сідні та Вона до місії та повідомив їм, що у них з’явиться новий партнер – детектив Коломбо (Пітер Фальк). Коломбо, у своїй звичайній ексцентричній поведінці, продовжує чинити хаос у штаб-квартирі ЦРУ, випадково стріляючи у Вона з анестезуючого дротика та зголосившись одягнути відкрите бікіні, призначене для Сідні на час місії. Коломбо показує, що його місія полягає не в тому, щоб допомогти ЦРУ, а в тому, щоб допомогти голові Walt Disney Company /ABC Майклу Айснеру краще зрозуміти шоу. Його робота завершена, Коломбо йде, а Джек збентежено говорить: «О Боже, це було дивно».

Інші пародії та гумористичні посилання включають:
- В епізоді ситкому Бредлі Купера «Конфіденційна кухня» Майкл Вартан виступає в ролі французького шеф-кухаря. Персонаж Купера жартує на зразок «це майже так, ніби ми колись працювали разом».
- MADtv створив пародію на 1 сезон.
- У 23 епізоді Робоципа серіал згадують, коли роль Сідні грає косатка[25], доповнена рудим волоссям і помадою. Скетч показує Сідні під прикриттям на гламурній вечірці в SeaWorld, вона прикидається віолончелісткою, що отримала приз. Сцена бійки відбувається в типовому стилі Шпигунки.
- У 57 серії Кім Всеможу персонажі (через використання Pan-Dimension Vortex) з’являються в різних вигаданих телевізійних шоу, що схоже до основного сюжету фільму «Останній кіногерой». Кожне з цих телевізійних шоу, безсумнівно, є пародією на реальне телешоу. Під час однієї такої «появи» Кім потрапляє в нічний клуб, де стикається з персонажем із яскраво-рудим волоссям. Герой наказує Кім «Скажи мені, що я хочу знати». У відповідь Кім звертається до персонажа як «Міс занадто старається» і додає «Гарна перука». Потім відбувається короткий рукопашний бій у стилі Шпигунки. Кінець сегмента включає персонажів, які говорять про «Пристрій». У контексті епізоду пристрій — це «Пан-вимірний вихровий індуктор», але ідея про «пристрій» також входить в сюжет багатьох епізодів Шпигунки.

## Перезапуск
У травні 2010 року Крістін дос Сантос у E! Online повідомила, що ABC обдумував ідею перезавантаження Шпигунки, але позбутися міфологічних елементів Рамбалді і зробити сюжетні лінії доступнішим для широкої аудиторії. Згодом оглядач Entertainment Weekly Майкл Аусіелло підтвердив, що ABC перебувала на ранніх стадіях розробки ребуту, але потенційний серіал, ймовірно, не вийде далі фази розробки.

## Пов'язані медіа

### Саундтрек
Varèse Sarabande випустили саундтрек першого сезону, який містить 26 треків. Ці треки, включаючи тему заставки, були використані в шоу. Їх написав Майкл Джаккіно, за винятком вступної теми, яку створив сам Джей Джей Абрамс. Треки мають схожий танцювальний жанр, однак деякі, наприклад «In the Garden», мають уповільненіший темп. Також вийшов другий саундтрек, що містить музику з другого сезону, але він не отримав таких позитивних відгуків, як перший. Згодом вийшов саундтрек до «Шпигунка: Відеогра», створений Крісом Тілтоном (який також надав додаткову музику для наступних епізодів телесеріалу), але його можна завантажити лише онлайн.
Оригінальний саундтрек було вилучено з версій шоу, доступних у потокових сервісах, таких як Tubi. DVD-диски мають оригінальний саундтрек.

### Відеоігри
Відеогра Шпигунка, заснована на серіалі, — це стелс-екшн від третьої особи, розроблений і випущений Acclaim Entertainment для ПК, PlayStation 2 та Xbox. Сюжет написали творці шоу, а в грі звучить голоси акторського складу. Він вийшов 6 квітня 2004 року і має рейтинг T для підлітків. Дія гри розгортається між 19 і 20 серіями 2 сезону. Гра дозволяє гравцеві бути Сідні (і на короткий час в одній місії Воном) і відправляє її на різні місії в багато різних місць. Що ближче до завершення гри, то складніші місії. Гра включає багатьох шпигунських навичок, які Сідні використовує в шоу.
Перед випуском Acclaim ABC Television випустила епізодичну відеогру Шпигунка: Андеграунд, яка доступна на вебсайті ABC. Гра була тривимірний стелсом від третьої особи, дуже схожою на дітище Acclaim, з місіями, які виходили щомісяця під час оригінальної трансляції другого сезону телешоу.

### Оригінальні романи
За мотивами серіалу було опубліковано ряд оригінальних романів, насамперед для підліткової аудиторії. Через складний характер подачі сюжету серіалу більшість опублікованих на сьогодні романів є приквелами серіалу, деякі зосереджені на Сідні в її ранніх місіях для SD-6, а інші — на місіях Вона до зустрічі з нею. Їхній канонічний статус щодо телесеріалу ще не визначено. Хоча книги розраховані на молодших читачів, вони охоплюють серйозні теми, наприклад, один з томів детально описує перше вбивство Сідні.
1. Завербований - Лінн Мейсон (2002) ISBN 0-553-49398-1
2. Таємне життя — Лора Пейтон Робертс (2003) ISBN 0-553-49399-X
3. Зниклий – Лінн Мейсон (2003) ISBN 0-553-49400-7
4. Сестра-шпигунка — Лора Пейтон Робертс (2003) ISBN 0-553-49401-5
5. Погоня – Елізабет Скурнік (2003) ISBN 0-553-49402-3
6. Близькі стосунки - Емма Гаррісон (2003) ISBN 0-553-49403-1
7. Фігура батька - Лора Пейтон Робертс (2003) ISBN 0-553-49404-X
8. Вільне падіння – Кріста Робертс (2004) ISBN 0-553-49405-8
9. Інфільтрація - Брін Фрейзер (2004) ISBN 0-553-49437-6
10. Зникаючий акт - Шон Джерас (2004) ISBN 0-553-49438-4
11. Skin Deep — Кеті Хапка (2004) ISBN 0-553-49439-2
12. Затінені — Елізабет Скурнік (2004) ISBN 0-553-49440-6

Друга серія романів під назвою «The APO Series» вписується в часові рамки четвертого сезону й опублікована Simon Spotlight Entertainment.
1. Двоє? – Грег Кокс (26 квітня 2005 р.) ISBN 1-4169-0213-9
2. Фаїна – Руді Габорно, Кріс Холлієр (26 квітня 2005 р.) ISBN 1-4169-0245-7
3. Супутній збиток – Пірс Аскегрен (28 червня 2005 р.) ISBN 1-4169-0247-3
4. Замінено – Емма Гаррісон (26 липня 2005 р.) ISBN 1-4169-0246-5
5. Дорога не взята – Грег Кокс (4 жовтня 2005 р.) ISBN 1-4169-0248-1
6. Пильність – Пол Рудітіс (6 грудня 2005 р.) ISBN 1-4169-0928-1
7. Стратегічний резерв – Крістіна Ф. Йорк (7 березня 2006 р.) ISBN 1-4169-0946-X
8. Одного разу втраченого – Кірстен Бейєр (25 квітня 2006 р.) ISBN 1-4169-0947-8
9. Тезки – Грег Кокс (11 липня 2006 р.) ISBN 1-4169-2442-6
10. Старі друзі – Стівен Ханна (вересень 2006) ISBN 1-4169-2443-4
11. Привид — Браян Стадлер (листопад 2006 р.) ISBN 1-4169-2444-2
12. Ігри розуму – Пол Рудітіс (грудень 2006 р.) ISBN 1-4169-2445-0
13. Дотик смерті – Крістіна Йорк (грудень 2006 р.) ISBN 1-4169-2446-9